# 八馬啓
八馬 啓（はちうま ひろし、1921年〈大正10年〉7月28日 - ）は、日本の実業家。多聞酒造相談役。

## 経歴
兵庫県西宮市久保町、三代八馬兼介の長男。1944年、東京帝国大学文学部東洋史学科卒業。海兵に入団する。1945年、復員後に八馬汽船取締役。
1947年、オーエス映画監査役、1949年、新朝日自動車副社長となり、1951年、八馬汽船専務に就任。宝梅園農場社長、多聞酒造社長、相談役を務めた。

## 人物
八馬理、八馬望、八馬立の兄である。
趣味は碁、写真。宗教は真宗。住所は兵庫県西宮市、宝塚市小林字梅圃。

## 家族・親族
八馬家
- 父・三代兼介（1894年 - 1960年、八馬汽船相談役）
- 妻（東京、三島通陽の三女）[6]
- 長女[3]

親戚
- 義父・三島通陽（ボーイスカウト日本連盟理事長、参議院議員）[6]